# Pinakes

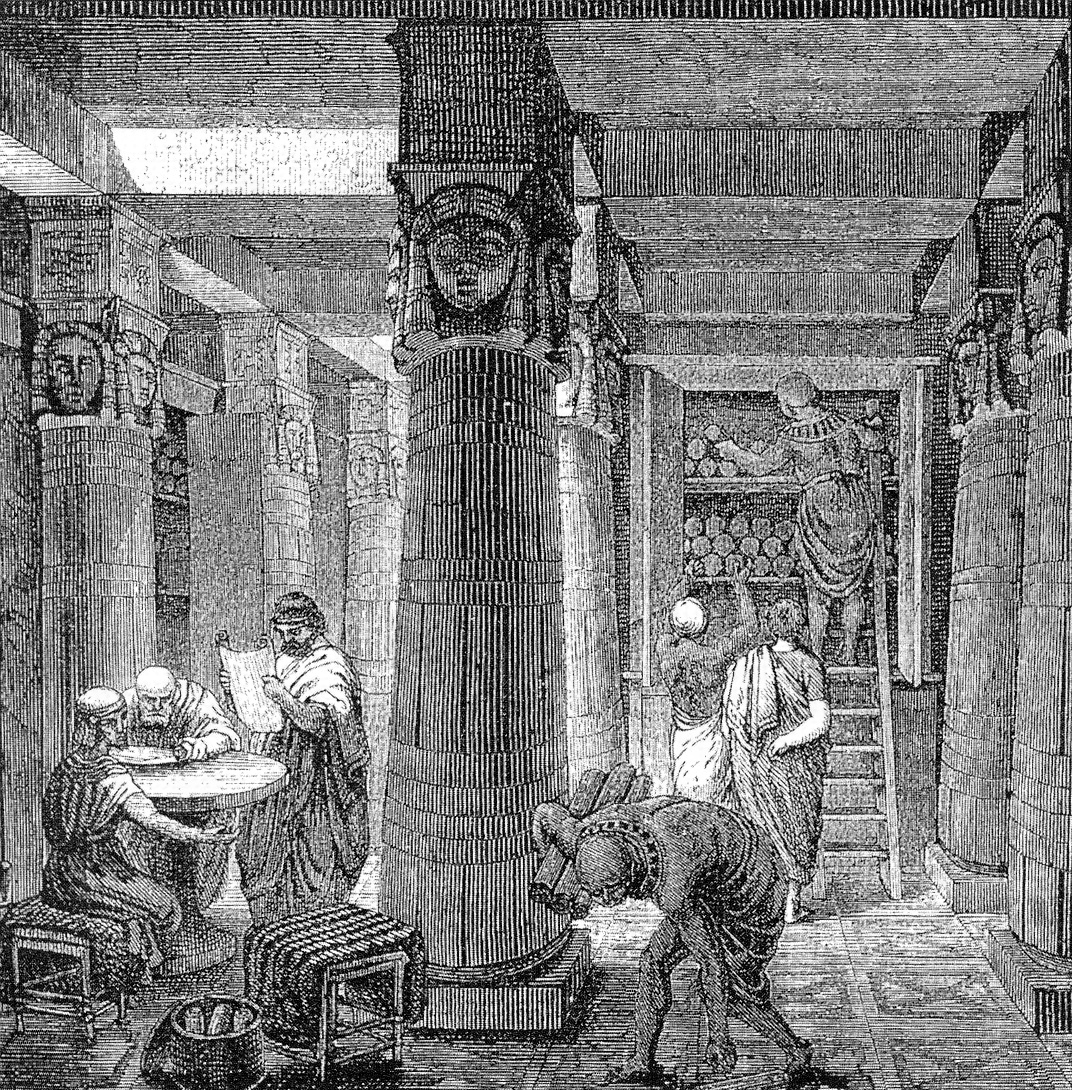
Mô tả của Thư viện Alexandria.

Pinakes (tiếng Hy Lạp cổ đại: Πίνακες, nghĩa là"bảng", số nhiều của πίναξ) là một tác phẩm thư mục đã mất được tạo ra bởi Callimachus (310/305-240 TCN), nó thường được cho là danh mục thư viện đầu tiên trong lịch sử, nội dung của nó soạn thảo bởi Callimachus trong thời gian ông làm việc ở Thư viện Alexandria vào thế kỷ III trước Công nguyên.

## Lịch sử
Thư viện Alexandria đã được vua Ptolemaios I Soter thành lập khoảng 306 TCN. Người thủ thư được ghi nhận đầu tiên là Zenodotos của Ephesos. Trong nhiệm kỳ của Zenodotus, Callimachus, một thành viên thư viện đã biên soạn Pinakes, và do đó ông đã là nhà thư mục học và vị học giả đầu tiên tổ chức thư viện theo cách liệt kê các tác giả và chủ đề, vào khoảng năm 245 TCN. Tác phẩm của ông dài 120 tập.
Apollonios của Rhodos là người kế nhiệm của Zenodotos. Eratosthenes của Cyrene đã kế nhiệm Apollonius vào năm 235 trước Công nguyên và biên soạn tetagmenos epi teis megaleis bibliothekeis ("sơ đồ của những kệ sách tuyệt vời"). Vào năm 195 TCN, Aristophanes của Byzantium, người kế vị của Eratosthenes, là thủ thư và bổ sung cập nhật cho Pinakes, mặc dù cũng có thể tác phẩm của ông không phải là một bổ sung của Pinakes, mà là một cuộc bút chiến độc lập, nội dung giữa ông ta và Callimachos.

## Mô tả
Kho tàng Thư viện Alexandria chứa gần 500.000 cuộn giấy cói, được xếp nhóm lại với nhau theo chủ đề và được lưu trữ trong các hộc. Mỗi hộc mang một nhãn với các bảng màu được treo phía trên các cuộn giấy cói được lưu trữ. Pinakes được đặt tên theo những bảng này và là một bộ danh sách chỉ mục. Các hộc đã cung cấp thông tin thư mục cho mỗi cuộn. Một mục tiêu biểu bắt đầu bằng một tiêu đề và cũng cung cấp tên tác giả, nơi sinh, tên của người cha, giáo viên đào tạo và trường giáo dục xuất thân. Nó chứa một tiểu sử ngắn gọn của tác giả và một danh sách các ấn phẩm của tác giả. Mục nhập có dòng đầu tiên của tác phẩm, tóm tắt nội dung của nó, tên của tác giả và thông tin về nguồn gốc của cuộn.
Hệ thống của Callimachus chia các tác phẩm thành sáu thể loại và năm phần văn xuôi: hùng biện, luật pháp, sử thi, bi kịch, hài kịch, thơ trữ tình, lịch sử, y học, toán học, khoa học tự nhiên, và tác phẩm hỗn hợp. Mỗi thể loại đã được sắp xếp theo thứ tự của tác giả.
Callimachus sáng tác hai tác phẩm khác giống pinakes và có lẽ có liệt kê tương tự như Pinakes (trong đó chúng"có thể hoặc không thể là phần phụ"), nhưng liên quan đến các chủ đề riêng lẻ. Những thư mục này được Suda liệt kê là: A Chronological Pinax and Description of Didaskaloi from the Beginning và Pinax of the Vocabulary and Treatises of Democritus.